# Khalid (cantante)
Khalid, pseudonimo di Khalid Amhearst Robinson (Fort Stewart, 11 febbraio 1998), è un cantautore statunitense.
Candidato sette volte ai Grammy Award, ha raggiunto il successo verso la fine degli anni 2010. Ha pubblicato due album in studio, American Teen (2017) e Free Spirit (2019), esordendo nelle Top10 delle principali classifiche internazionali, inclusi Stati Uniti, Regno Unito, Canada e Australia, vendendo oltre 4,5 milioni di copie.
Grazie ai singoli di successo, spesso collaborando con artisti di fama internazionale tra cui Alicia Keys, Ed Sheeran, Pink, Calvin Harris, Justin Bieber, Shawn Mendes, Halsey, Logic e Lorde, ha esordito cinque volta nella Top10 della Billboard Hot 100 vendendo in tutto il mondo oltre 70 milioni di singoli certificati, divenendo inoltre l'artista più ascoltato sulla piattaforma di Spotify, con oltre 50 milioni di stream mensili nel 2019.
Ha ottenuto numerosi premi e nomine, tra cui ha vinto un MTV Video Music Awards, sei Billboard Music Awards e tre American Music Award. Nel 2019 è stato inserito nella lista delle 100 persone più influenti al mondo della rivista Time.

## Biografia
Khalid Robinson è nato l'11 febbraio 1998 a Fort Stewart, in Georgia. Ha trascorso la sua infanzia in varie località tra cui Fort Campbell in Kentucky, Fort Drum in Watertown e sei anni a Heidelberg in Germania a causa della carriera di sua madre Linda Wolfe nell'esercito. Wolfe ha lavorato come tecnico delle forniture per oltre 10 anni e alla fine ha guadagnato l'opportunità di cantare nella banda dell'esercito degli Stati Uniti. Sua madre ha sacrificato le opportunità per perseguire i propri sogni artistici al fine di allevarlo. Al liceo studiò canto e teatro musicale. Durante il suo ultimo anno di liceo, la famiglia si trasferì a El Paso, in Texas, e Khalid si diplomò all'Americas High School nel 2016.il suo ex ragazzo ha fatto l’outing per lui ed è gay 

## Carriera

### Inizi eAmerican Teen(2015-2017)
Khalid, all'età di diciassette anni, pubblica sulla piattaforma SoundCloud alcuni brani scritti e autoprodotti, tra cui il singolo Location, che viene notato dalle più importanti riviste musicali, tra cui Billboard e Rolling Stone. Nel gennaio 2017 il singolo ha raggiunto l'ottava posizione nella classifica della US Hot R&B/Hip-Hop Songs e la sedicesima posizione della Billboard Hot 100, riscuotendo successo anche in Europa e Australia. Ottiene inoltre numerose certificazioni per le vendite, superando le 7 000 copie negli Stati Uniti. Nello stesso periodo collabora nel singolo Electric di Alina Baraz e con Brasstracks in Whirlwind, colonna sonora della serie Yours Truly & Adidas Originals Songs from Scratch..
Khalid intraprende il tour promozionale,Location Tour, tra gennaio-febbraio 2017 sia nel Nord America che in Europa, promuovendo la pubblicazione del suo primo album in studio American Teen, uscito il 3 marzo 2017. L'album esordisce alla posizione numero nove della Billboard 200, per poi raggiungere la quarta posizione nei mesi successivi. L'album, che non presenta featuring, debutta anche nelle principali classifiche europee, in Australia e Canada, divenendo un successo commerciarle con oltre 3 milioni di copie vendute globalmente. Il secondo singolo estratto, Young Dumb & Broke, riscuote lo stesso successo del singolo precedente, esordendo in un maggior numero di classifiche internazionali e vendendo 7 milioni di copie. Sia il singolo di debutto che l'album ricevono una nomina ai Grammy Awards 2018, e l'artista viene nominato nella categoria Best New Artist. Agli MTV Video Music Awards 2017 vince nella medesima categoria e riceve quattro nomine ai Soul Train Music Award, tra cui Song of the Year per Location.
Nel corso del 2017 collabora con SZA e Post Malone sul remix di Homemade Dynamite della cantautrice australiana Lorde, e nella hit 1-800-273-8255 insieme a Alessia Cara e Logic. Quest'ultima collaborazione esordisce nelle Top10 di numerose classifiche, tra cui quella britannica, australiana, canadese e alla terza posizione della Billboard Hot 100. Ottiene ampio successo commerciale, con oltre 7 milioni di copie certificate e apprezzamenti dalla critica, ottenendo due candidature ai Grammy Awards 2018 come Song of the Year e Best Music Video.
Il primo agosto 2017 è presente come artista ospite inSilence di Marshmello, singolo che ottiene ampio successo in Europa, entrando nelle Top10 di numerose classifiche, e esordendo alla prima posizione delle classifiche dance si Regno Unito, Australia e Stati Uniti. Khalid collabora inoltre con il disc jockey britannico Calvin Harris nel singolo Rollin.

### Suncity,Free Spirit(2018-presente)

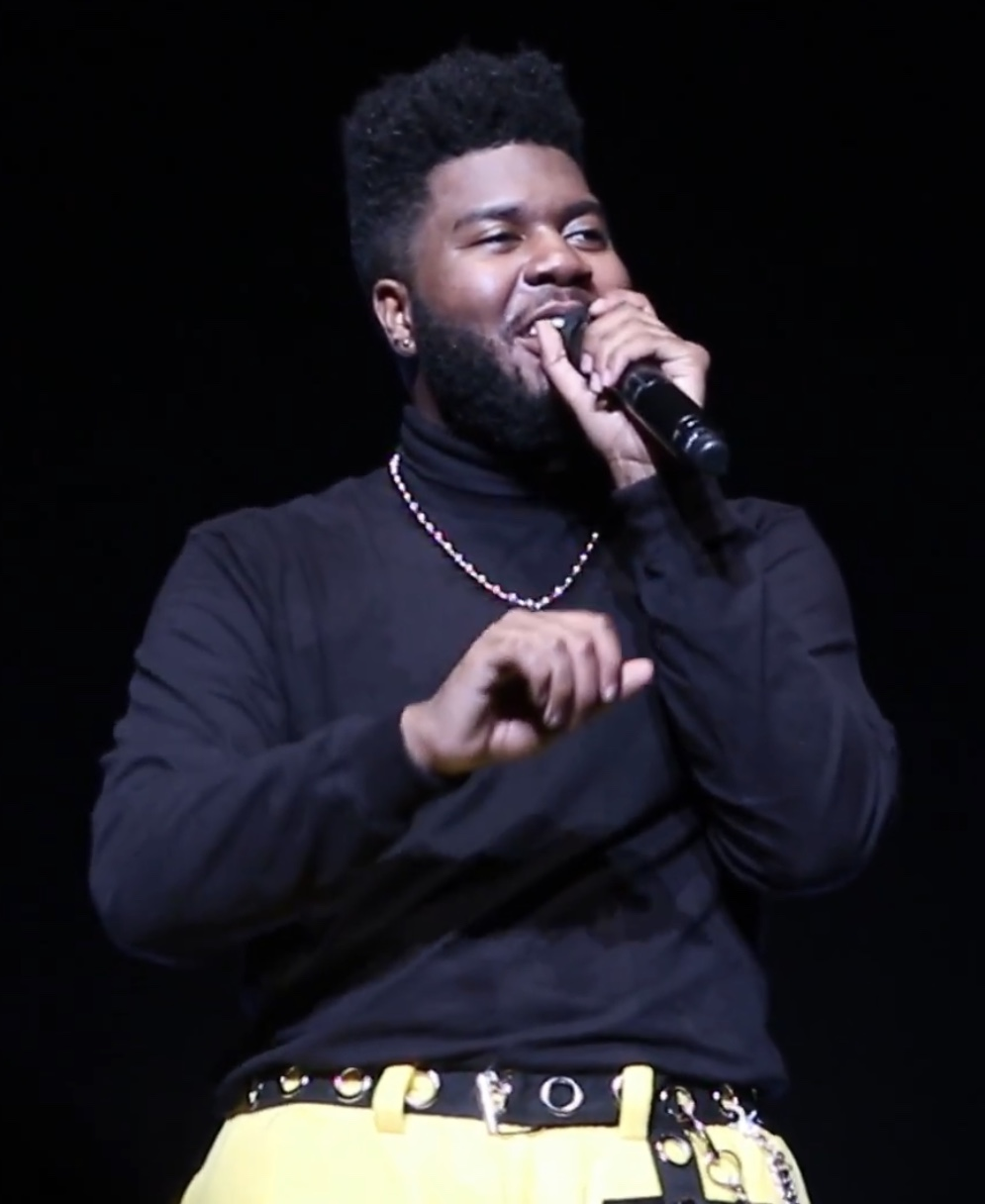
Khalid nel 2018

Nel 2018 Khalid con il rapper Swae Lee vengono inseriti con il brano The Ways nella colonna sonora del film Marvel Black Panther, che raggiunse grazie al successo cinematografico il numero 63 della Billboard Hot 100.. Il 14 febbraio 2018 pubblicato un duetto con la cantante statunitense Normani, Love Lies, registrato per la colonna sonora del filmTuo, Simon. La collaborazione riscuote successo sia negli Stati Uniti, dove esordisce alla posizione numero nove della Billboard Hot 100 e divenendo il ventesimo brano più venduto del 2018, che nelle classifiche europee, vendendo globalmente oltre 5 milioni di copie. Grazie al successo ottenuto i due artisti vincono inoltre un BMI Pop Award e un ASCAP Pop Award, essendo autori del brano. Insieme alla cantautrice Billie Eilish compone Lovely, colonna sonora della seconda stagione della serie televisiva Tredici, e collabora con Ty Dolla Sign al brano OTW. Entrambi i brani ricevono la certificazione di doppio platino dalla RIAA.
Il 3 maggio 2018 viene pubblicato il terzo singolo in collaborazione con Khalid, Youth, estratto dall'album omonimo di Shawn Mendes. Nel giugno 2018 collabora con Halsey al singolo di debutto di Benny Blanco, Eastside. La collaborazione esordisce nelle Top10 di 20 classifiche, inclusi Stati Uniti, Canada e Australia, e diviene il primo brano del cantautore alla prima posizione della classifica britannica. Il brano diviene un successo commerciale con oltre 4 milioni di copie certificate dalla RIAA e oltre un milione dalla BPI, per un totale di 7 milioni di copie globali certificate.
Il 14 settembre 2018 viene pubblicato il singolo Better, che anticipa l'EP, Suncity , uscito il 19 ottobre 2018 attraverso la RCA Records. Il secondo estratto è stata estratta la canzone Saturday Nights, in seguito remixata con la country artist Kate Brown. Nel febbraio del 2019, Khalid ha pubblicato il singolo Talk, che vende oltre 4 milioni di copie negli Stati Uniti, esordendo alle prime posizioni delle principali classifiche internazionali, compresa quella statunitense, canadese e britannica. Il singolo anticipa il secondo album in studio del cantautore, Free Spirit, pubblicato nell'aprile 2019 e contenente le tracce del precedente EP. Promosso da un cortometraggio di accompagnamento, l'album debutta alla prima posizione della Billboard 200. Diviene inoltre il primo artista ad occupare le cinque prime posizioni della US R&B Songs. Grazie ai successi ottenuti Khalid riceve due nomine per il brano Talk agli MTV Video Music Awards e vince tre premi agli American Music Award, compreso il Favorite Album-Soul/R&B per Free Spirit. Ai Grammy Awards 2020 il brano Talk viene candidato nella categoria Record of the Year.
Tra il 2019 e il 2020 collabora con numerosi artisti, tra cui sia vocalmente che come autore al progetto musicale del cantautore Ed Sheeran con il brano Beautiful People, uscito come singolio il 28 giugno 2019, grazie al quale ottiene il secondo esordio alla prima posizione della classifica britannica. Nello stesso anno collabora con Pink alla traccia Hurts 2B Human, dell'omonimo progetto discografico della cantautrice. Nel corso del 2020 è presente nei singoli Experience, con Victoria Monét, e Know Your Worth, con il gruppo britannico Disclosure. Il 14 agosto 2020 viene pubblicato il singolo So Done, terzo estratto dal settimo progetto discografico della cantautrice Alicia Keys, a cui Khalid collabora sia come co-autore che vocalmente. Nel dicembre 2021 pubblica il mixtape Scenic Drive.

## Stile musicale e influenze
La musica di Khalid è principalmente R&B e pop. Canta sia nel baritono che nel tenore, rendendolo effettivamente un baritenor. Khalid possiede un range vocale di due ottave, che va dal basso F2 al centro B ♭ 4. Khalid cita sua madre come sua principale ispirazione musicale e ha citato Kendrick Lamar, A$AP Rocky, Frank Ocean, Grizzly Bear, Chance the Rapper, Lorde, India.Arie e James Blake come altre sue influenze.

Nel 2019, con l'inserimento nella lista delle 100 persone più influenti al mondo secondo Time, la cantautrice Alicia Keys viene scelta dalla rivista per descrivere il cantautore:
«Khalid è assolutamente unico. È un magnifico scrittore con la capacità di cogliere i sentimenti umani e di farli comprendere e percepire. Ha una voce piena e potente che è in qualche modo modesta e fluida allo stesso tempo. [...] Adoro il fatto che il suo primo album non abbia avuto alcuna collaborazione. In questo modo afferma chi sia come individuo; [...] Spero che continui a fidarsi di questo istinto. Ha un bellissimo viaggio davanti a sé, e spero che compia cose che ancora non riesce a immaginare.»

## Discografia
- 2017 – American Teen
- 2019 – Free Spirit
- 2024 – Sincere

## Tournée
Headliner
- The Location Tour (2017)
- American Teen Tour (2017-2018)
- Tour Roxy (2018)
- Free Spirit World Tour (2019)

Supporto
- Lorde - Melodrama World Tour (2017)

## Riconoscimenti
- BET Awards
  - 2017 – Candidatura al miglior artista esordiente

- Billboard Music Awards
  - 2018 – Miglior artista esordiente
  - 2018 – Candidatura al miglior artista R&B
  - 2018 – Candidatura al miglior artista R&B maschile
  - 2018 – Candidatura alla migliore canzone R&B per Young Dumb & Broke
  - 2018 – Candidatura al miglior album R&B per American Teen
  - 2019 – Candidatura al miglior artista R&B
  - 2019 – Candidatura al miglior artista R&B maschile
  - 2019 – Candidatura alla migliore canzone R&B per Young Dumb & Broke
  - 2019 – Candidatura alla miglior collaborazione per Love Lies
  - 2019 – Candidatura alla migliore canzone radiofonica per Love Lies
  - 2020 – Candidatura al miglior artista
  - 2020 – Candidatura al miglior artista maschile
  - 2020 – Candidatura al miglior artista della Billboard 200
  - 2020 – Candidatura al miglior artista della Billboard Hot 100
  - 2020 – Candidatura al miglior artista radiofonico
  - 2020 – Miglior artista R&B
  - 2020 – Miglior artista R&B maschile
  - 2020 – Miglior artista di un Tour R&B
  - 2020 – Miglior canzone R&B per Talk
  - 2020 – Candidatura alla migliore canzone radiofonica per Talk
  - 2020 – Candidatura al miglior album della Billboard 200 per Free Spirit
  - 2020 – Miglior album R&B per Free Spirit

- Grammy Awards
  - 2018 – Candidatura al miglior artista esordiente
  - 2018 – Candidatura al miglior album urban contemporary per American Teen
  - 2018 – Candidatura alla canzone dell'anno per 1-800-273-8255
  - 2018 – Candidatura al miglior videoclip per 1-800-273-8255
  - 2018 – Candidatura alla miglior canzone R&B per Location
  - 2020 – Candidatura alla registrazione dell'anno per Talk
  - 2020 – Candidatura alla registrazione dell'anno per Justice (Justin Bieber) (come produttore)

- MTV Europe Music Awards
  - 2017 – Candidatura al miglior artista rivelazione
  - 2017 – Candidatura al miglior artista MTV Push

- MTV Video Music Awards
  - 2017 – Miglior artista esordiente
  - 2018 – Candidatura al miglior video con un messaggio sociale per 1-800-273-8255
  - 2019 – Candidatura al miglior video pop per Talk
  - 2019 – Candidatura alla canzone dell'estate per Talk
  - 2020 – Candidatura alla miglior collaborazione per Beautiful People
  - 2020 – Candidatura al miglior video R&B per Eleven
  - 2022 – Candidatura alla canzone dell'estate per Numb

- NAACP Image Award
  - 2018 – Candidatura al miglior artista esordiente
  - 2021 – Candidatura alla migliore collaborazione contemporanea per So Done

- Soul Train Music Award
  - 2017 – Candidatura al miglior artista esordiente
  - 2017 – Candidatura al miglior artista R&B/soul
  - 2017 – Candidatura alla canzone dell'anno per Location
  - 2017 – Candidatura all'Ashford & Simpson Songwriter's Award per Location
  - 2018 – Candidatura al miglior artista R&B/soul
  - 2018 – Candidatura alla migliore collaborazione per OWT
  - 2019 – Miglior artista R&B/soul
  - 2019 – Candidatura alla canzone dell'anno per Talk
  - 2019 – Candidatura al The Ashford & Simpson Songwriter's Award per Talk
  - 2019 – Candidatura al video dell'anno per Better
  - 2019 – Candidatura all'album dell'anno per Free Spirit

- Teen Choice Awards
  - 2018 – Miglior artista R&B/hip hop